# Ilja Veldman
Ilja M. Veldman (Amsterdam, 10 september 1944) is een Nederlandse kunsthistoricus, gespecialiseerd in de Nederlandse beeldende kunst van 1400 tot  1700, met name in iconografie/iconologie, prent- en tekenkunst, boekillustratie, gebrandschilderd glas, de Reformatie en de relatie Nederland-Italië. 

## Loopbaan
Zij studeerde kunstgeschiedenis en archeologie aan de Universiteit van Amsterdam, was van 1969 tot 1984 medewerker (later hoofdmedewerker) op het Kunsthistorisch Instituut van de UvA, en van 1984 tot 2006 gewoon hoogleraar Beeldende kunst van c. 300 tot 1800 aan de Vrije Universiteit Amsterdam. Vanaf 1971 publiceerde zij talrijke artikelen in toonaangevende tijdschriften, overzichtswerken en catalogi van tentoonstellingen in binnen- en buitenland - ook boeken. Haar boek/proefschrift Maarten van Heemskerck and Dutch humanism in the sixteenth century (1977) werd bekroond met de Carel van Manderprijs. Van 1977 tot 2008 was zij lid van de redactie van het kunsthistorisch tijdschrift Simiolus, en van 1993 tot en met 2019 bestuurslid van de Fondation Custodia (de Collectie Frits Lugt) in Parijs. In 1997 werd zij gekozen tot lid van de Koninklijke Nederlandse Academie van Wetenschappen. Zij was ook lid (voorzitter) van Teylers Tweede Genootschap in Haarlem (nu buitengewoon lid). Daarnaast verzorgde zij het Nederlands van de romans, verhalen en tijdschriftartikelen die haar echtgenoot, de schrijver Jan Stavinoha (geboren in 1945 in Praag), publiceerde.  In maart 2019 kende de Maatschappij der Nederlandse Letterkunde te Leiden haar de Prijs voor Meesterschap toe voor haar gehele oeuvre. Dat oeuvre is overigens nog geenszins voltooid. Als gastconservator van Stedelijk Museum Alkmaar en het Frans Hals Museum Haarlem bereidde zij een monografie en een tentoonstelling van het werk van Maarten van Heemskerck voor (2024).